# Kenneth Slessor

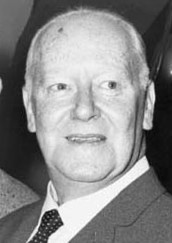
Kenneth Slessor, 1949

Kenneth Slessor (* 27. März 1901 in Orange, New South Wales; † 30. Juni 1971 in Sydney) war einer der bekanntesten Dichter Australiens. Er arbeitete auch als Zeitungsjournalist (v. a. für die Sydney Sun) und als Kriegsberichterstatter im Zweiten Weltkrieg.
Slessor brachte modernistische Einflüsse in die australische Poesie. Die meisten seiner dichterischen Werke produzierte er vor dem Krieg. Five Bells ist das bekannteste Gedicht, das sich auf den Hafen von Sydney bezieht. Das Gedicht Beach Burial ist ein Tribut an die australischen Truppen, die im Zweiten Weltkrieg kämpften. Die letzte Strophe lautet:
Dead seamen, gone in search of the same landfall,
Whether as enemies they fought,
Or fought with us, or neither; the sand joins them together,
Enlisted on the other front.
Slessor war mit Hugh McCrae und Jack Lindsay befreundet.

## Werke
- Country Towns (1920)
- Earth Visitors (1926)
- A Bushranger (1930)
- Cuckooz Contrey (1932)
- Five Bells (1939)
- Beach Burial (1944)
- One Hundred Poems (1944)
- Poems (1957)